# 4 Canum Venaticorum
4 Canum Venaticorum, som är stjärnans Flamsteed-beteckning, är en dubbelstjärna i den mellersta delen av stjärnbilden Jakthundarna, som också har variabelbeteckningen AI Canum Venaticorum. Den har en genomsnittlig skenbar magnitud på ca 6,04 och är på gränsen för att vara synlig för blotta ögat där ljusföroreningar ej förekommer. Baserat på parallaxmätning inom Hipparcosuppdraget på ca 7,7 mas, beräknas den befinna sig på ett avstånd på ca 425 ljusår (ca 130 parsek) från solen. Den rör sig närmare solen med en heliocentrisk radialhastighet på ca –0,3 km/s.

## Egenskaper
Primärstjärnan 4 Canum Venaticorum A är en gul till vit stjärna av spektralklass F3 IV eller F0 III som anger att den är en underjätte eller en jättestjärna. Den har en massa som är 1 - 2 solmassor, en radie som är 3,7 – 4,1 solradier och utsänder ca 295 gånger mera energi än solen från dess fotosfär vid en effektiv temperatur på ca 6 900 K.
4 Canum Venaticorum är en pulserande variabel av Delta Scuti-typ (DSCT), som varierar mellan visuell magnitud +5,99 och 6,08 med en period av 0,11636 dygn eller 2,793 timmar. De radiella pulseringarna har visat små om några variationer mellan 1974 och 2012. De icke-radiella pulseringarna varierar dock kontinuerligt i frekvens under perioder som sträcker sig över decennier.
Baserat på periodiska, icke-sinusformiga förändringar i dess radiella hastighet kunde Schmid et al. 2014 visa att 4 Canum Venaticorum är en enkelsidig spektroskopisk dubbelstjärna med en omloppsperiod på 124,4 dygn och en excentricitet på 0,31. Stjärnans variabla natur upptäcktes av DHP Jones och C. Margaret Haslam 1966 på förslag av Olin J. Eggen, och den har blivit en av de bäst studerade stjärnorna i sin klass.